# Jeffrey Rogers
Jeffrey Rogers est un acteur américain né le 2 juillet 1963.

## Filmographie
- 1982 : Vendredi 13 - chapitre III : Andy
- 1984 : Surf II :
- 1984 : Young Hearts de Tony Mordente (téléfilm)
- 1986 : Karaté Kid 3 : G.I. #4